# 조송화
조송화(趙柗花, 1993년 3월 12일~현재)는 대한민국의 여자 배구 선수다. 부산에서 출생하였으며, 초등학교 입학 전 서울로 이주했다. 일신여자상업고등학교에서 배구부 활동을 했다.

## 프로 생활

### 흥국생명 핑크스파이더스 시절
2011년 1라운드(전체 4순위) 지명을 받아 인천 흥국생명 핑크스파이더스에 입단했으며, 당시 팀 선배였던 김사니의 뒤를 이을 세터로 주목받았다.
김사니가 2012-2013 시즌 종료 후 FA로 풀린 뒤 아제르바이잔 리그로 떠나면서 팀의 주전 세터로 성장하였다. 2016-2017 시즌에 흥국생명이 정규리그 우승을 차지하는데 큰 공헌을 해 주며 가치가 상승했고, 그 해 FA 자격을 얻은 후 흥국생명과 재계약을 맺었다. 2018-2019 시즌에 팀이 12년만에 통합 우승을 차지할 때도 공격수들을 잘 이끌어 좋은 세터로
평가를 받았다.

### 화성 IBK 기업은행 알토스 시절
2019-2020 시즌이 끝난 후 두 번째로 FA 자격을 얻어, 화성 IBK 기업은행 알토스와 FA 계약을 체결하여 이적하였다.

## 논란 및 사건 사고, 방출
IBK기업은행 소속 선수로 뛰던 2021 - 2022 시즌 중 당 팀에서 더 이상 뛰지 못하겠다는 의사를 보이며 짐을 싸서 무단으로 숙소를 이탈하여 선수단 항명 사태의 주범이 되었으며 구단과 긴 갈등을 겪다가 계약 해지를 당하며 구단에서 방출되었다. 조송화의 무단이탈 이후 당시 IBK기업은행 코치였던 김사니까지 무단 이탈을 하면서 선수단 항명 사태로 논란이 크게 번지게 되었다.

## 학력
- 서울가락초등학교
- 일신여자중학교
- 일신여자상업고등학교

## 국가대표 경력
- 2009 동아시안 게임 여자대표팀

## 수상경력
- 2005년 전국남녀배구종별선수권대회 초등부 최우수선수상
- 2011년 춘계전국남녀중·고배구연맹전 여고부 최우수세터상